# 신속항원검사
신속항원검사(rapid antigen test, RAT, antigen rapid test, ART) 또는 신속항원검출검사(rapid antigen detection test, RADT)는 항원의 존재 여부를 직접 검사하는 현장진단 검사에 적합한 신속 진단 검사이다. 이러한 검사는 항원을 검출하는 일종의 측방 유동 검사로, 항체의 역가나 핵산(핵산 검사)을 검출하는 다른 검사법들과 구분된다. 일반적으로 5~30분 만에 결과가 나오고, 사용법의 교육이나 인프라가 최소한으로만 필요하며, 상당한 비용상의 이점이 있다. 코로나19의 원인 바이러스인 SARS-CoV-2를 검출하기 위한 신속항원검사는 코로나19 범유행 기간 동안 일반적으로 사용되었다.
코로나19 이전 오랜 기간 동안 주요 신속항원검사였던 연쇄상구균 신속항원검사는 신속항원검사가 언급될 때 너무 자주 언급되어 두 용어가 종종 서로 엄밀하지 않게는 동의어로 취급되기도 했다. 그러나 코로나19 범유행 이후 신속항원검사가 의료 전문가만 아는 지식이 아니게 되었고, 코로나19가 오히려 예상 기준이 되었기 때문에 다른 상황에서는 보다 정확한 용어 사용이 필요하다.
신속항원검사는 항원항체반응의 원리를 기초로 하고 있다. 표적 항원(일반적으로 바이러스의 표면 단백질)에 결합하는 항체는 크로마토그래피 기질의 기준선과 검사 결과를 시각화하기 위한 표지물질(일반적으로는 염색 표지물질, 항체 자체가 형광을 내도록 조작되기도 함)에 붙어 있다. 용해된 표본이 검사 키트에 떨어지면 시각화를 위한 표지물질을 움직일 수 있게 하고, 둘은 함께 크로마토그래피 기질을 따라 이동한다. (시각화 표지물질이 붙어 있는 항체와 이미 결합한 상태인) 바이러스 입자는 기질을 따라 이동하다가 기준선의 항체에 붙으면 움직이지 않게 된다. 이로 인해 시각화 표지물질도 같이 멈추게 되어, 표본에 바이러스가 일정 수준 이상으로 있다면 시각적으로 존재를 알 수 있게 만든다.
항원검사 결과가 양성일 경우 일반적으로 RT-qPCR이나 다른 특이도와 민감도가 높은 다른 검사를 시행해 확진한다.

## 사용
신속항원검사의 예시에는 다음과 같은 것들이 있다.
- 코로나19 신속항원검사
- 연쇄상구균 항원에 대한 연쇄상구균 신속항원검사[2]
- 오르소믹소바이러스과의 인플루엔자 바이러스에 대한 인플루엔자 신속항원검사
- 플라스모디움의 항원에 대한 말라리아 항원검사

### 코로나19 신속항원검사

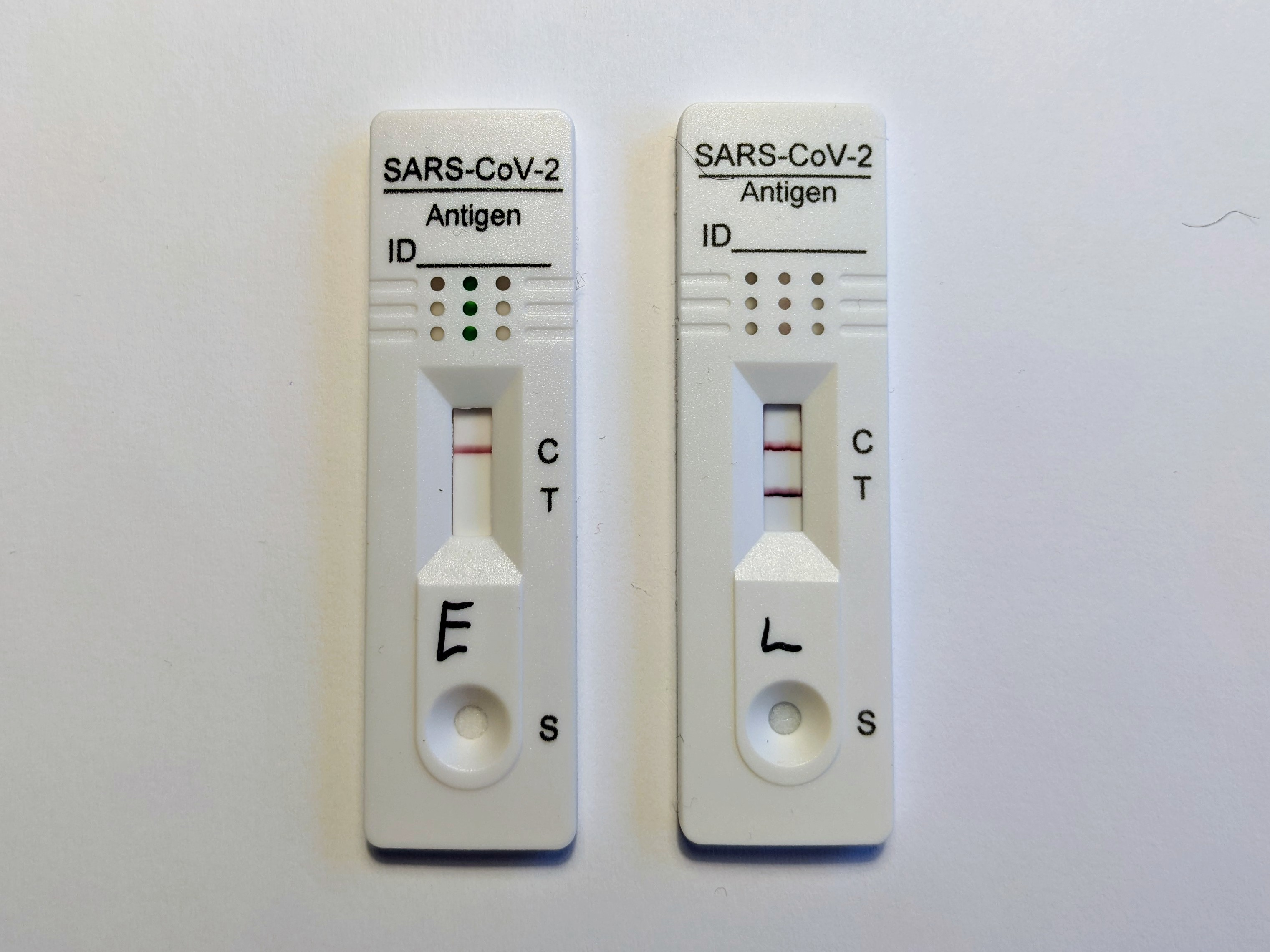
음성과 양성 결과를 보여주는 SARS-CoV-2 신속항원검사

코로나19에 대한 신속항원검사는 신속항원검사가 가장 유용하게 응용된 사례 중 하나로 국제적으로 여러 이득을 안겨 주었다. 신속항원검사의 장점에는 훈련을 최소한으로 받고서도 빠르게 수행할 수 있으며, 기존의 PCR 검사에 비해 저렴하여 비용상의 장점도 크며, 결과가 5 ~ 30분 만에 나온다는 점 등이 있다. 신속항원검사는 많은 사람에 대한 대량의 검사나 전체 인구에 대한 선별 검사를 수행할 때 가장 잘 사용된다. 그 이유는 상술한 장점들에 더해 누가 가장 감염성이 높아 다른 사람들에게 많이 바이러스를 전파시킬 수 있는지 확인할 수 있기 때문이다.
2021년 2월 미국 국무부는 미국 입국 시 신속항원검사를 이용할 수 있도록 했다. 캐나다에서는 2021년 1월까지 신속항원검사 결과를 입국 시 사용할 수 없었지만, 2021년 8월 캐나다 보건부는 중소 조직들에 신속항원검사 보조금을 지급하기도 했다.